# تشانغ شياو بينغ
تشانغ شياو بينغ (بالصينية: 张小平) (مواليد 1 أبريل 1982) هو ملاكم صيني، مثّل بلاده في الألعاب الأولمبية الصيفية 2008.

## روابط خارجية
تشانغ شياو بينغ على موقع بوكس ريك (الإنجليزية) (registration required)
- تشانغ شياو بينغ على موقع اللجنة الأولمبية الدولية (الإنجليزية)
- تشانغ شياو بينغ على موقع أوليمبيديا (الإنجليزية)
- تشانغ شياو بينغ على موقع اللجنة الأولمبية الصينية (الإنجليزية)